# Donald Lamont
Donald Alexander Lamont (13 de enero de 1947) es un diplomático británico que se ha desempeñado como embajador y gobernador colonial de las islas Malvinas.

## Carrera
Asistió a Aberdeen Grammar School, y luego se graduó en Estudios Rusos en la Universidad de Aberdeen. Fue miembro del Servicio Diplomático de Su Majestad de 1974 a 2006. Sirvió en Austria, la Unión Soviética, Berlín (durante la caída del muro) y Bosnia y Herzegovina. Fue Embajador Británico en Uruguay (1991-1994), gobernador colonial de las Islas Malvinas y Comisionado de las Islas Georgias del Sur y Sandwich del Sur (1999-2002) y Embajador Británico en Venezuela (2003-2006). Después de su jubilación fue presidente ejecutivo de Wilton Park entre 2007 y 2009.
Es presidente del UK Antarctic Heritage Trust, miembro fundador del Sistema Escocia (versión escocesa de El Sistema de Venezuela), fideicomisario de Enable Me (una organización sin fines de lucro basada en Sussex), Presidente de la British Uruguayan Society; Presidente de amigos del museo de las islas Malvinas y el Archivo Nacional Jane Cameron, y Presidente del Fideicomiso del patrimonio marítimo de las Malvinas.

## Vida personal
Vive en Steyning, Sussex, Inglaterra.